# Creu de terme de la Ràpita
La creu de terme de la Ràpita es troba a la cruïlla dels carrers de Prat de la Riba i de la Carretera al nucli de l'Hostal Nou i la Codosa de Vallfogona de Balaguer (Noguera), catalogada com a bé cultural d'interès nacional.

## Història
Es desconeixen els seus orígens exactes, però en un document del 28 de maig del 1090, els comtes d'Urgell Ermengol IV i Adelaida de Provença lliuraren al monestir de Gualter dues almúnies conquerides recentment a la Ràpita. A l'hora d'esmentar els seus límits, s'esmenta un punt on ubi nos fecimus crucem in petra. Tot i que l'actual creu no és la mateixa que la mencionada en aquest document, és possible que es tractés d'una altra situada al mateix emplaçament o molt a prop. Una altra referència de la creu es troba a la Crònica sobre l'enfrontament entre el comte d'Urgell Jaume II el Dissortat  i el rei Ferran d'Antequera, que tenir lloc als voltants de Balaguer. El text narra com Guerau Alamany, governador de Catalunya, visità la ciutat el diumenge 16 de juliol del 1413 i acampà amb els seus soldats al «pla de la Ràpita pres de una creu qui es al entrant de la Orta».
Finalment, una darrera referència es troba en una visita reial a Balaguer el 1626. Després de tancar unes corts gens fructuoses a Barcelona, Felip IV emprengué el viatge de retorn acompanyat de l'infant Carles, futur Carles II, i el comte-duc d'Olivares. En assabentar-se que passaria per Balaguer, els paers de la ciutat sortiren a rebre el monarca, enfilaren l'actual carrer d'Urgell amunt i arribaren fins a la séquia de la Ràpita, encara visible actualment just a sota de l'edifici de mobles Claverol. Donat el retard de la comitiva reial, decidiren avançar-se una mica més fins a la creu de terme.
Es tractaria, doncs, d'una creu dels segles xiv-xv que molt possiblement substituí na de més antiga. Normalment, les creus de ferro que coronen els fusts de pedra són elements afegits amb posterioritat, donada la pèrdua de la creu originària de pedra que encapçalaria el monument per ruptura o caiguda. No obstant, també es documenten creus que des d'un principi la creu superior es realitza en ferro, si bé son minoria. Durant la Guerra Civil, el monument fou malmès i es perdé el coronament original i s'escapçà una mica més la creu. Pla va ser malmesa. Un cop acabat el conflicte, Baltasar de Casanova i de Ferrer, senyor del castell de la Ràpita, va fer reparar la base amb ciment Portland per a estabilitzar els graons i part del talús, i també s'encarregà d'afegir la creu de forja actual.
El 2005, la creu fou desmuntada per l'Ajuntament de Vallfogona de Balaguer, ja que es trobava en mal estat i la seva estructura perillava, i va ser restituïda el 2020, després de ser restaurada i de reordenar l'encreuament entre la C-148a, el camí que dona accés al polígon industrial de Balaguer i el nucli de l'Hostal Nou i la Codosa.

## Descripció
La creu de terme, de 6 m d'alçada, estava formada per una graonada de quatre graons recolzats a la base de la creu, de secció octogonal i esculpida d'una sola peça. Sobre el sòcol s'aixecava el fust, també d'una sola peça. Coronava la construcció una creu de forja. El material emprat era pedra sorrenca d'extracció local.